# Redwood Meadow Ranger Station
La Redwood Meadow Ranger Station est une station de rangers du comté de Tulare, en Californie, dans l'ouest de États-Unis. Protégée au sein du parc national de Sequoia, cette structure bâtie dans le style rustique du National Park Service est inscrite au Registre national des lieux historiques depuis le 13 avril 1978.